# Dreimärker (Haardt)
Der Dreimärker (auch Dreimarker) ist ein  446 m hoher Gebirgspass in der Haardt, einem Teil des Mittelgebirges Pfälzerwald, in Rheinland-Pfalz. Der Name des Passes resultiert aus dem Zusammentreffen dreier Gemarkungsgrenzen zwischen der Gemeinde Burrweiler im Süden und den Waldgemarkungen der Gemeinden Hainfeld (Hainfelder Wald) im Nordwesten und Edesheim (Edesheimer Wald) im Nordosten. Ein Grenzstein eines unbekannten lokalen Künstlers am Pass stellt den Namen im Sinne eines Wortspieles in drei stilisierten 1 Mark Münzen dar.

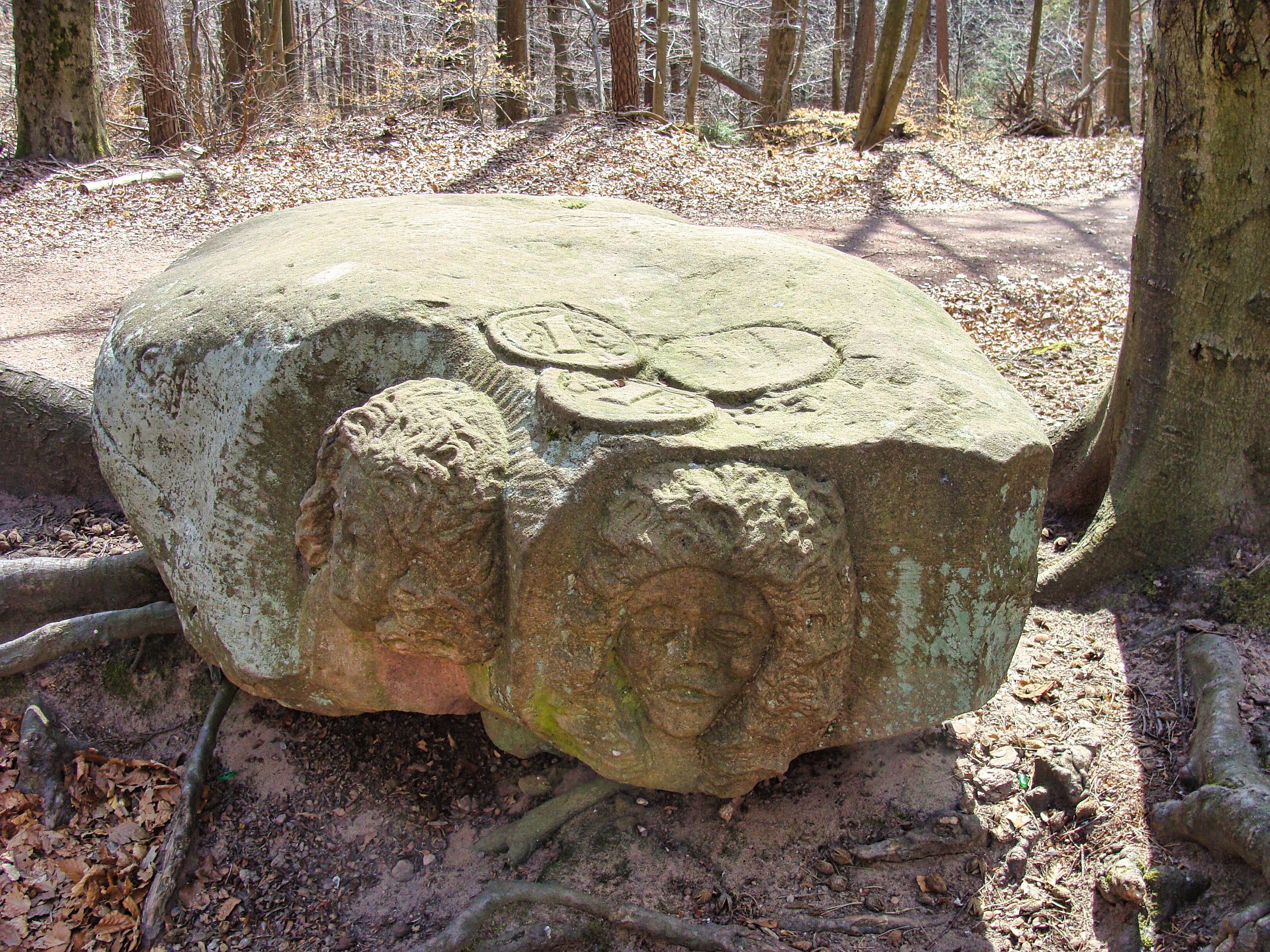
Dreimärkerstein

## Geographie

### Geographische Lage
Der Dreimärker liegt im Biosphärenreservat Pfälzerwald-Vosges du Nord und im Naturpark Pfälzerwald. Er bildet den Bergsattel zwischen dem Lambertskopf (543,5 m) im Osten, einem Nebengipfel des Teufelsberges (597,6 m) und dem Roßberg (628 m) im Westen, der nach der Kalmit (672,6 m) und dem Kesselberg (661,8 m) der dritthöchste Berg im Pfälzerwald ist.

### Fließgewässer
Südlich des Dreimärkers entspringt der Hainbach, der über 33,6 km in die Rheinebene fließt und dort in Dudenhofen bei Speyer in den Woogbach mündet. Im Norden befindet sich das Tal des Ziegelbaches als kleines Seitental des Modenbachtals.

## Wandern und Schutzhütten
Der Dreimärker ist ein zentraler Knotenpunkt (Wegspinne) im Naturpark Pfälzerwald. Ein Zugang ist praktisch aus allen Himmelsrichtungen möglich. Wichtige Wanderparkplätze liegen am Gebirgspass Drei Buchen, im Modenbachtal an der Landesstraße 506 und an der Buschmühle, sowie in den Gemeinden Burrweiler, Gleisweiler, Dernbach und Ramberg. Der Fernwanderweg Pfälzer Weinsteig führt über den Gebirgspass. Zudem sind lokale Wanderwege wie die Pfälzer Hüttentour und von den umliegenden Gemeinden markiert. Der nahegelegene Roßberg kann innerhalb von 30 Minuten über unmarkierte Forstwege erreicht werden. Nahegelegene bewirtschaftete Schutzhütten des Pfälzerwaldvereins sind die Landauer Hütte, das Waldhaus Drei Buchen, die Trifelsblickhütte und die St.-Anna-Hütte.

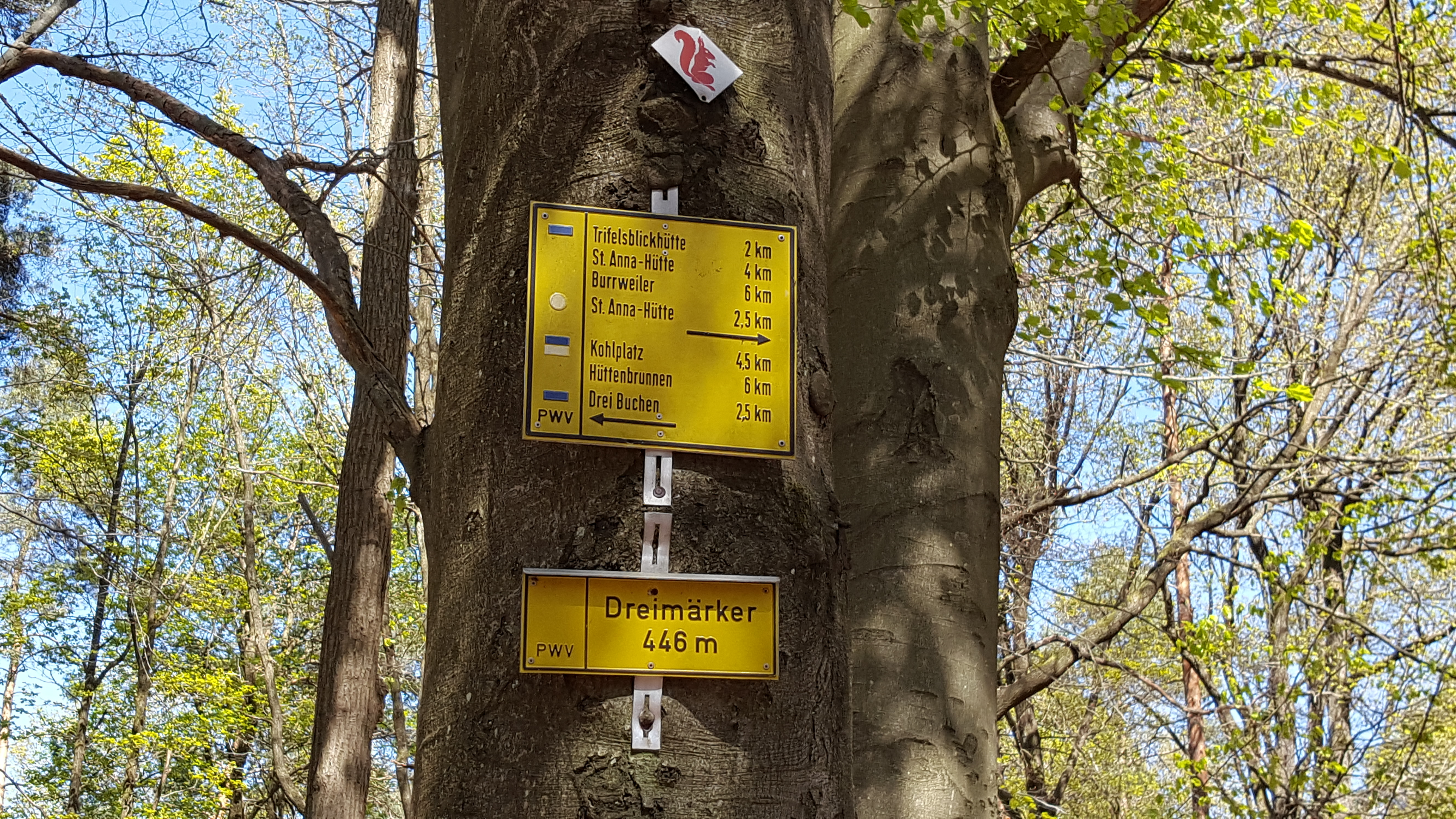
Wanderwege

| Ruine Meistersel Waldhaus Drei Buchen Drei Buchen         | Kohlplatz Nellohütte Amicitiahütte Modenbachtal |                                                        |
| Roßberg                                                   |                                                 | Lambertskopf                                           |
| Zimmerplatz Landauer Hütte Orensberg Orensfelsen Dernbach | Trifelsblickhütte Gleisweiler                   | Teufelsberg St.-Anna-Hütte St.-Anna-Kapelle Burrweiler |